# Qishizhen (ort i Kina, Shaanxi, lat 33,23, long 107,51)
Qishizhen är en ort i Kina. Den ligger i provinsen Shaanxi, i den nordvästra delen av landet, omkring 170 kilometer sydväst om provinshuvudstaden Xi'an. Antalet invånare är 23 827. Befolkningen består av 11 293 kvinnor och 12 534 män. Barn under 15 år utgör 16,0 %, vuxna 15-64 år 74 %, och äldre över 65 år 9,0 %.
Runt Qishizhen är det ganska tätbefolkat, med 108 invånare per kvadratkilometer. Närmaste större samhälle är Yangzhou, 3,0 km öster om Qishizhen. Trakten runt Qishizhen består till största delen av jordbruksmark.
Genomsnittlig årsnederbörd är 1 052 millimeter. Den regnigaste månaden är juli, med i genomsnitt 222 mm nederbörd, och den torraste är december, med 2 mm nederbörd.